# Suboxidy

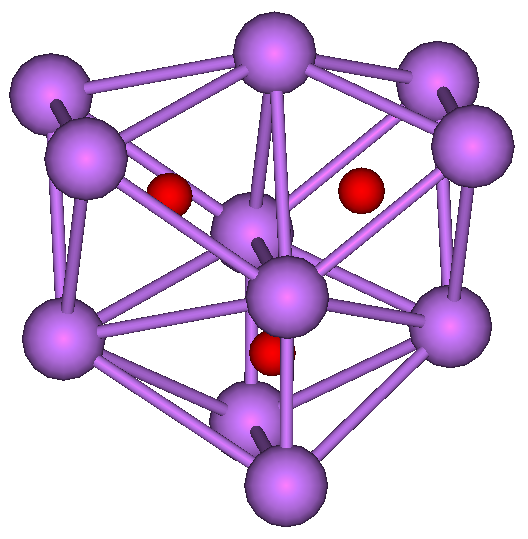
Suboxid Cs_{11}O_{3}

Suboxidy jsou chemické sloučeniny obsahující kyslík, ve kterých je elektropozitivní prvek v nadbytku oproti běžným oxidům. Obecný elektronový vzorec nelze napsat, jelikož se liší u různých suboxidů.

## Příklady
V následující tabulce jsou uvedeny vzorce oxidu a suboxidu daného prvku (je vždy uveden ten nestabilnější).
| Prvek | Oxid | Suboxid |
| ----- | ---- | ------- |
| Cs    | Cs2O | Cs11O3  |
| Rb    | Rb2O | Rb9O2   |
| C     | CO2  | C3O2    |
| B     | B2O3 | B6O     |

Téměř všechny prvky tvoří suboxidy. Většina z nich se však rychle rozpadá za vzniku oxidu a čistého prvku.

## Vznik
Suboxidy vznikají jako meziprodukty při reakci prvků s kyslíkem. Jsou však rychle oxidovány za vzniku oxidu (popř. peroxidu či superoxidu). Příkladem je hoření cesia:

22 Cs + 3 O2 → 2 Cs11O3

4 Cs11O3 + 5 O2 → 22 Cs2O

Jiné suboxidy, např. suboxid uhličitý, lze připravit rozkladem jejich sloučenin, v tomto případě kyseliny malonové:

HOOC-CH2-COOH + 2 SO3 → 2 H2SO4 + O=C-C-C=O